# 乌鲁木齐文庙
乌鲁木齐文庙是乌鲁木齐市的一座文庙。坐落于新疆维吾尔自治区乌鲁木齐市天山区前进路231号，現今的乌鲁木齐文庙建築始建于公元1922年由迪化文廟遷址而來，目前由乌鲁木齐市博物馆管理保护。是新疆境内唯一一座保存完整的清代风格庙宇建筑，也是新疆境内唯一的文庙遗存。2019年10月，乌鲁木齐文庙被列入为第八批全国重点文物保护单位。

## 历史

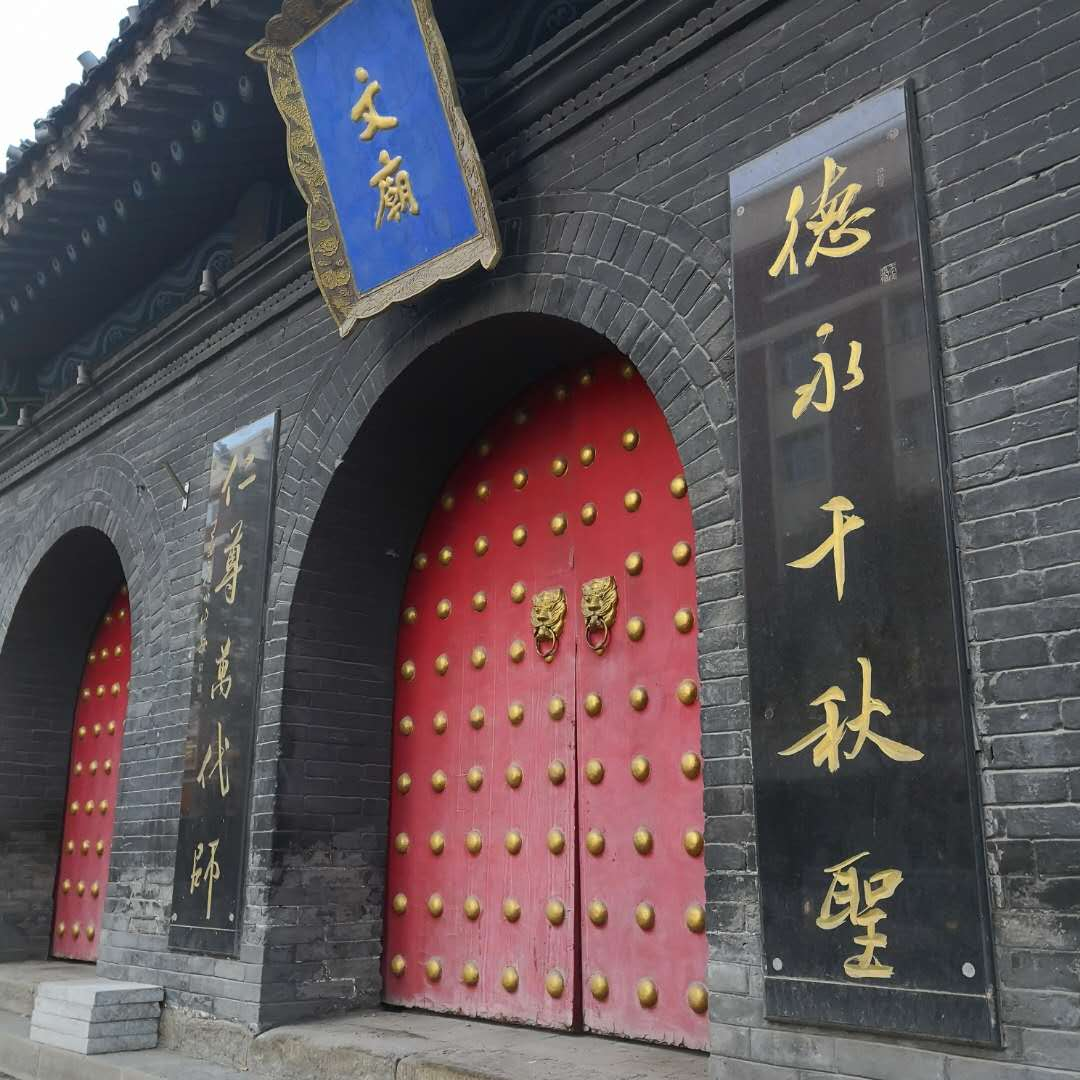
乌鲁木齐文庙大门

### 清代
乾隆三十四年（公元1769年），时任乌鲁木齐办事大臣温福曾上奏，预备在迪化城修建学校及文庙。这一年春天，在文庙尚未建成之际便开始了春季祭奠，这次是清代在迪化第一次举办祭孔仪式。乾隆三十八年（公元1773年），文庙在东关厢街东建立，新疆各地也开始修建学宫。然而因为从同治三年（公元1864年）开始发生的同治新疆回变等战争的侵袭，乾隆年间建立的文庙、学宫多被摧毁，少数存留的也被改建为清真寺。随着左宗棠率领的清军在清军收复新疆之战取得胜利，清政府恢复了在新疆的统治地位。光绪五年（公元1879年），镇迪道道尹周崇傅又将新的文庙建立在了城西大街。光绪十六年（公元1890年），清政府将迪化文庙重修为一座具有一定规模的古式建筑。每年春秋之时，清政府官员便在文庙组织祭孔大典。

### 民国以后
中华民国成立后，新疆统治者杨增新也在迪化文庙进行祭孔活动。民国十一年（公元1922年）5月，为拓宽文庙所在的直西大街，文庙被迁至新满城东街，也就是当时迪化城东门内侧。因为杨增新所倡导的“祀天教”认为孔子儒家思想所倡导的敬天与基督教的耶稣认为的上帝，伊斯兰教穆罕默德认为的安拉都是在敬天神，且天无二天即无二教，故教徒们都可敬奉一个上帝。于是杨增新将文庙更名为“上帝庙”，并且在上帝庙正殿主祭上帝，配享孔子，东殿则立先贤、先儒的牌位，并将昭忠祠的各先烈的灵位置于西殿，这样上帝庙成为一个多功能的寺庙。盛世才掌权后，迪化城内庙宇被改作他用，寺庙的房产、土地则转交给汉族文化促进会。民国二十二年（公元1933年），上帝庙被改为库房。国民党接管新疆后在民国34年（公元1945年）7月将上帝庙改修为文庙，并重新开始祭孔活动。有文献称上帝庙前身为皇华馆、万寿宫或忠烈祠，有学者对其功能，所祭神位以及所在位置等方面进行过考究，认为这些方面文庙与皇华馆、万寿宫或忠烈祠都不相同，这些说法可能是误传。
1991年9月，乌鲁木齐市博物馆将文庙作为馆址首次对外开放，博物馆隶属于乌鲁木齐市文化局。

## 建筑

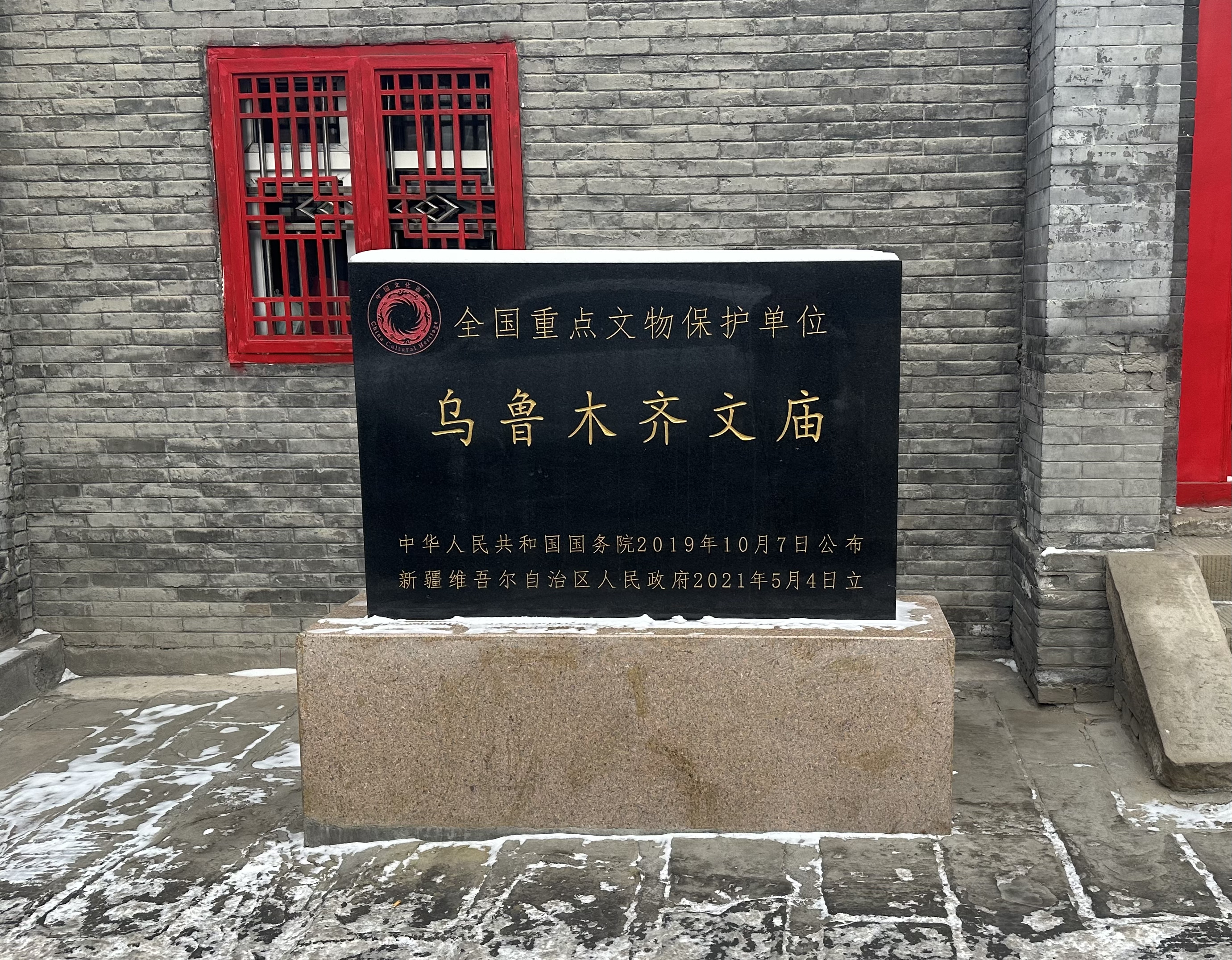
乌鲁木齐文庙文保碑

乌鲁木齐文庙和大部分其他地区的文庙在礼制上并不一致，多数文庙都采取三进院落，而乌鲁木齐文庙仅为二进院落。占地面积也远小于其他著名文庙庙宇，仅有约2800平方米，建筑面积900平方米。主要建筑为山门、前殿、大成殿、东殿、西殿以及钟楼、鼓楼等，其中前殿为关帝殿，山门、关帝殿、东殿、西殿以及钟鼓楼构成了第一进院落，大成殿、礼乐殿等建筑构成了第二进院落，相比于其他文庙建筑类型较少。与其他文庙相似的是，乌鲁木齐文庙同样以中轴线为基准高度对称，坐北朝南，屋顶为抬梁式框架，单檐歇山顶，狮子、河马等形象的兽头置于正脊与垂脊上，殿下基座很高。
文庙正门是中轴线起点，面阔超过13米，进深过5米，三间三启门。门前有刻有琴棋书画主题的下马碑，东西两侧为蛮子门，分别名为“瑞和”、“福臻”，屋脊上的兽首分别为仙人、狮子、河马、押鱼。关帝殿面阔三间约16米，进深不到10米，呈长方形，四周有28根红柱，宽1.5米的回廊，柱础为无雕刻的鼓型石，基座高0.6米。屋脊上的兽首分别依次为狮子、天马、河马、押鱼、斗牛，其中东边的垂脊因为年久失修，狮子已然掉落。大成殿面阔三间超过16米，进深超过11米，呈“凸”字形，四周有30根红柱组成的回廊，基座高0.8米，屋脊上的走兽为龙。殿内立有孔子、四配、十二哲的雕像或浮雕，也悬挂有《万世师表》、《生民未有》等匾额，门前有一颗白榆树，名为“古树名木”。钟鼓楼对称，其中钟楼在东、鼓楼在西，为两层四角攒尖顶建筑，一楼放置钟或鼓，二层为空。台基高0.45米，四周有16根红柱，宽1.5米的回廊。正面开间2.16米，四扇门。侧面为砖石结构镶有镂空花窗的山墙，背面为灰色实心砖墙。

## 维护修缮及保护
1979年，文庙被定为乌鲁木齐市市级文物保护单位。1988年到1990年，曾投资百万元进行过大规模维护修缮工作。2013年，乌鲁木齐文物局历时3个月，花费400万元人民币对文庙进行修缮。2014年，文庙被列入第七批自治区级文物保护单位。2016年，乌鲁木齐市文庙建筑瓦当出现脱落情况，文庙闭馆修复。2019年10月7日，文庙被列入为第八批全国重点文物保护单位。

## 功能与活动

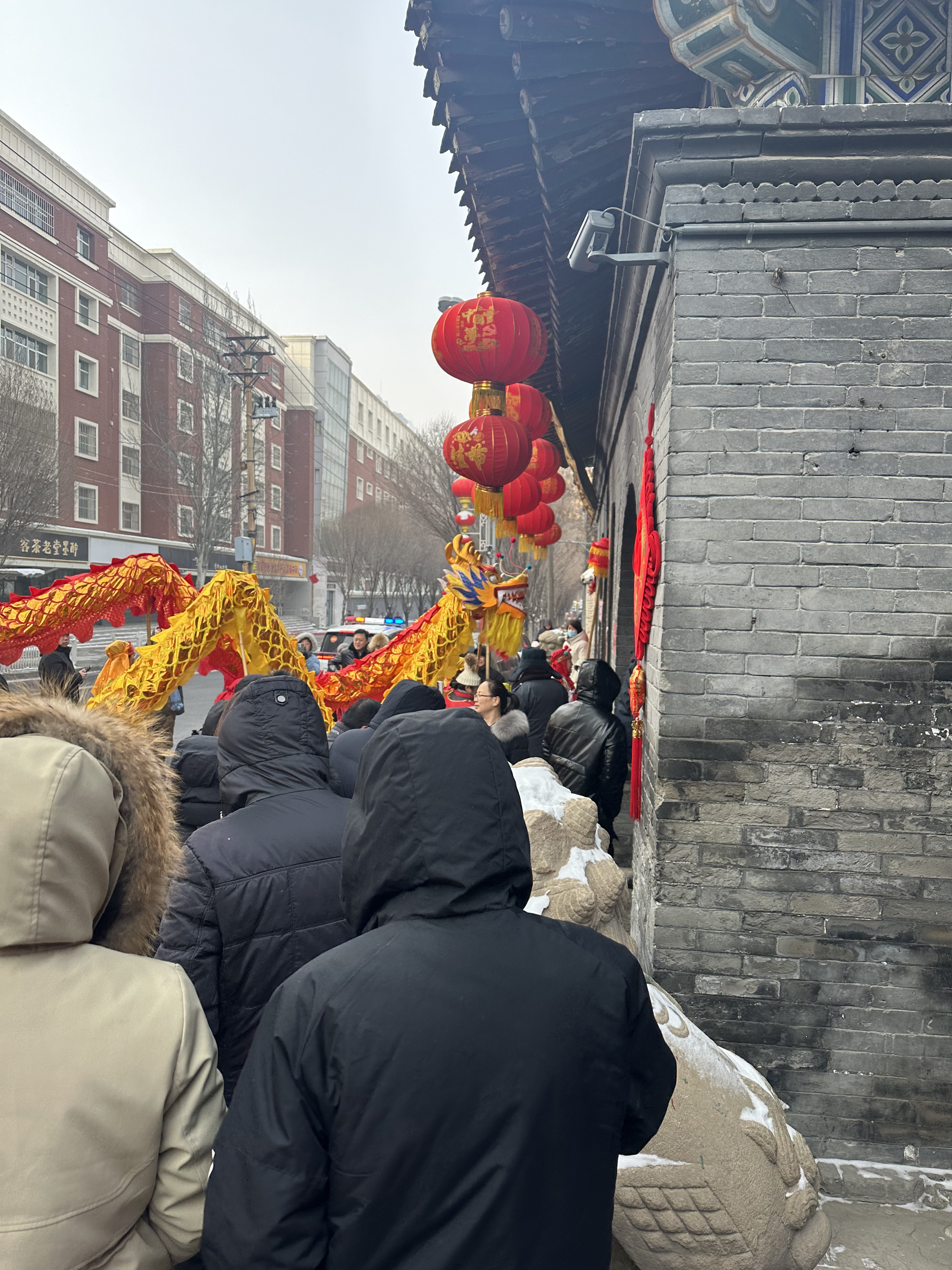
2024甲辰年元宵节，乌鲁木齐文庙正在举办社火

乌鲁木齐文庙主要功能为祭祀孔子、宣传儒家文化。但也展示出了“文武同崇”的特征，文庙也提供了文武双圣的祭祀空间。前半区的关帝殿为“武圣”的祭祀空间，后半区的大成殿为“祭孔”的空间。其他的汉文化信仰在这里也得到了呈現，像是财神殿供奉财神，也曾供奉过的太白金星、土地神、观音菩萨以及中华传统礼制的典型建筑钟鼓楼。除此之外，乌鲁木齐文庙也承办着不同节日庆典的活动，逢农历小年、春节，文庙便会举办包括社火表演、送春联等内容的庙会活动，元宵节听戏吃元宵。清明节也曾举办清明诗会、祭祖活动。端午节会在文庙颂屈原、包粽子。中秋节则会在文庙拜月亮、做月饼。

## 图片库
| - 乌鲁木齐文庙钟楼 - 乌鲁木齐文庙鼓楼 - 孔子像 - 乌鲁木齐文庙四配像及十二哲像 - 乌鲁木齐文庙四配像及十二哲像 - 乌鲁木齐文庙蛮子门“瑞和” - 乌鲁木齐文庙蛮子门“福臻” |